# Mühlau
Thị xã ở Đức, xem Mühlau, Đức.
Mühlau là một đô thị trong huyện Muri thuộc bang Aargau ở Thụy Sĩ.